# Jerzy Korohoda
Jerzy Korohoda (ur. 20 kwietnia 1900 w miasteczku Głodosy w guberni chersońskiej, zm. 5 grudnia 1991 w Krakowie) – polski specjalista hodowli roślin, nauczyciel akademicki. Jego synem jest biolog komórki profesor Włodzimierz Korohoda, a wnukiem – gitarzysta jazzowy Jacek Korohoda.

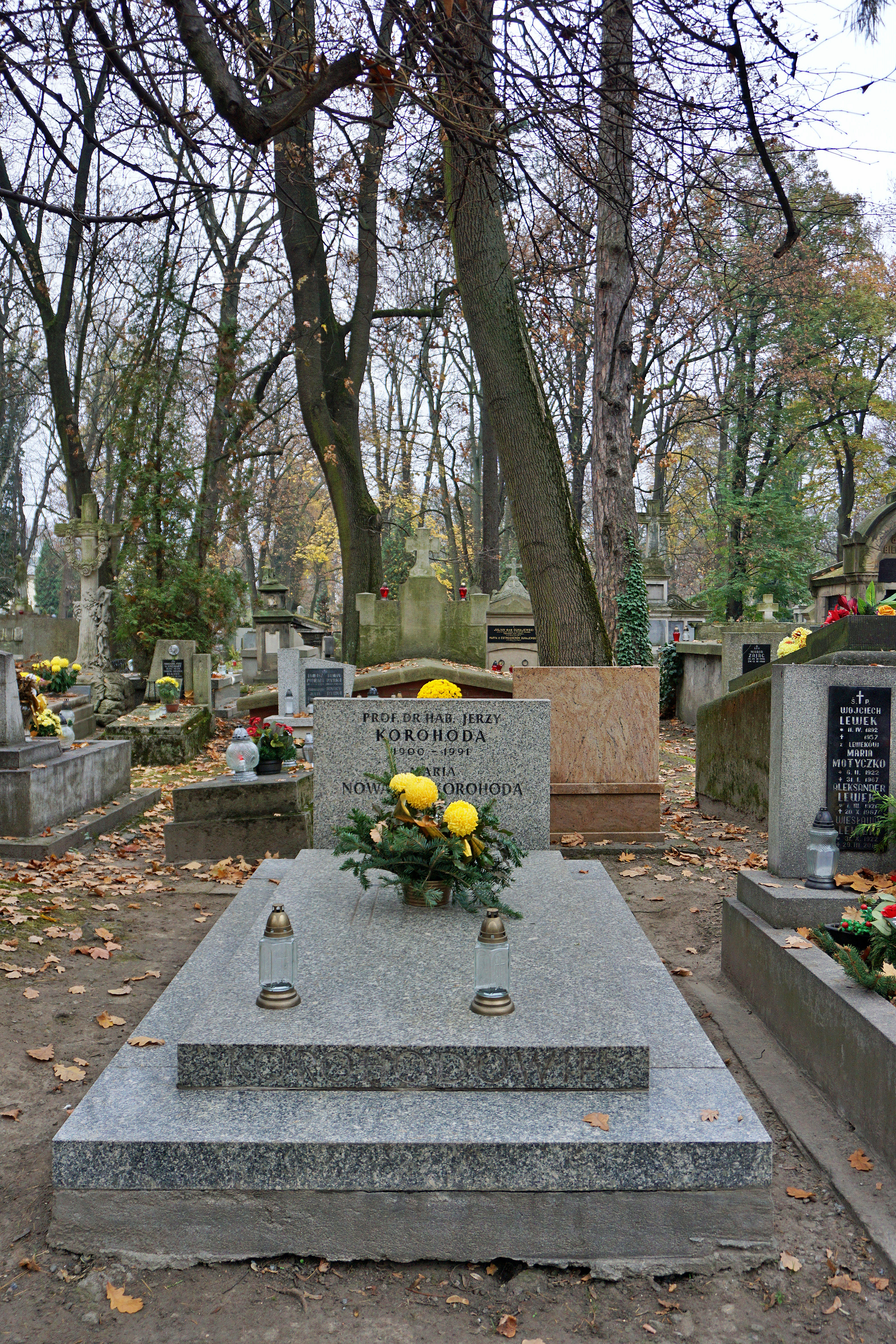
Grób Jerzego Korohody na cmentarzu Rakowickim

Studiował na Wydziale Rolniczym Uniwersytetu Jagiellońskiego i Wydziale Rolniczym Politechniki w Podiebradach. Asystent w Państwowym Instytucie Naukowym w Puławach (1930–1934). W 1946 mianowany docentem, w 1950 profesorem. W latach 1946–1951 był wykładowcą Wydziału Rolniczego Uniwersytetu Jagiellońskiego oraz na Uniwersytecie i Politechnice we Wrocławiu. W latach 1955–1970 sprawował funkcję kierownika Katedry Hodowli Roślin i Nasiennictwa Wyższej Szkoły Rolniczej w Lublinie. Doprowadził do wyhodowania trzydziestu ośmiu oryginalnych i dwudziestu ośmiu selekcjonowanych odmian roślin warzywnych, pastewnych i przemysłowych. Członek licznych towarzystw naukowych. Doctor honoris causa Akademii Rolniczej w Poznaniu (1979) i Akademii Rolniczej w Lublinie, dwukrotny laureat Nagrody Ministra Nauki, Szkolnictwa Wyższego i Techniki (1970 i 1974). W roku 1961 Rada Państwa nadała Mu Krzyż Kawalerski Orderu Odrodzenia Polski, a w 1966 Krzyż Komandorski Orderu Odrodzenia Polski. Pochowany na cmentarzu Rakowickim, kw. IIa, zach.

## Główne publikacje
- Nasiennictwo warzywne (1949)
- Produkcja nasion roślin warzywnych (1966)
- Fasola (1969)